# Hanna Nohynek
Hanna Maria Nohynek (geboren 27. August 1958 in Helsinki) ist eine finnische Chefärztin beim staatlichen „Institut für Gesundheit und Wohlfahrt“ (THL) sowie Mitglied der nationalen „Expertengruppe für Impffragen“ (KRAR). Seit 2022 ist sie Sprecherin (englisch Chair) des Strategischen Beirats für Immunisierungsfragen (SAGE) der WHO.
Laut Helsingin Sanomat, der größten Tageszeitung in Finnland, zählt sie zu den weltweit führenden Impfstoffforschern.

## Leben und Wirken
Hanna Nohyneks ist in der finnischen Hauptstadt Helsinki geboren und aufgewachsen. Ihre Mutter war Aija Nohynek, ihr Vater Pentti Nohynek. Obwohl ihre Mutter Finnlandschwedin war, durfte in der Familie kein Schwedisch gesprochen werden. Nohynek wuchs daher als Kind einsprachig mit Finnisch als Muttersprache auf. Grund dafür war die finnischgesinnte Einstellung des Großvaters väterlicherseits, nachdem ihm die finnische Staatsbürgerschaft spät zuerkannt wurde. Als tschechischer Flüchtling mit deutscher Muttersprache nach dem Ersten Weltkrieg wurde ihm diese Staatsbürgerschaft lange verweigert, und er musste sich anstelle mit dem Nansen-Pass für staatenlose Flüchtlinge identifizieren.
Als Gymnasiastin verbrachte Nohynek ein Auslandsjahr in den USA. Nach dem Abitur studierte sie Medizin mit Spezialisierung Pädiatrie. Als Doktorandin lebte sie eine Zeitlang mit ihrer Familie auf den Philippinen und forschte in einem Projekt zu Lungenentzündungen bei Kindern. 1996 wurde sie mit einer Dissertation zu diesem Thema an der Universität Helsinki zum Doktor der Medizin promoviert. Sie war als Forscherin an globalen Gesundheitsfragen interessiert und hat insgesamt etwa zwanzig Jahre lang in Entwicklungsländern gearbeitet. Bis 2010 beschäftigte sie sich hauptsächlich mit Impfstoffforschung in Entwicklungsländern, aber hat auch im nationalen Impfprogramm gearbeitet.
Nohynek wurde 2021 vom „Verband der Gesundheitsjournalisten“ (Terveystoimittajat ry) ausgezeichnet mit der Begründung, dass sie eine sprachlich verständliche und für Journalen immer ansprechbare Expertin in Sachen Impfungen war. Der Helsinkier Verein für Stadin slangi (Stadin Slangi ry) wählte sie im selben Jahr als Stadin Friidu (Slangausdruck, etwa „Frau von Helsinki“) 2022 wurde sie als Bürgerin des Jahres ihrer Heimatstadt Iitti gewählt.
Nohynek pendelt mehrmals in der Woche mit Fahrrad und ÖPNV zu ihrer etwa zwei Stunden entfernt in Helsinki liegenden Arbeitsstelle. Ihr Lebenspartner ist der Virologe Mika Salminen, der als Forschungsprofessor und Leiter der Abteilung für die „Sicherheit der Gesundheit“ beim THL ebenfalls ein wichtiger offizieller Akteur während der COVID-19-Pandemie in Finnland war. Beide erkrankten zu Beginn der Pandemie an COVID. Sie leben in einem vom Architekten Dag Englund gezeichneten Haus in Iitti (Landschaft Päijät-Häme) nordöstlich der Hauptstadt Helsinki.

## Kontroverse
Eine anonyme Quelle aus dem Kabinett Marin forderte in der Boulevardpresse Ende November 2021 die Entlassung von Nohynek. Nach Ansicht der Regierung sollten auch Personen unter 60 Jahren eine offizielle Empfehlung für die dritte Impfung erhalten, was von der THL und der Gruppe der nationalen Impfexperten nicht unterstützt wurde. Die unabhängige Zeitung Helsingin Sanomat und das Zentralorgan der Finnische Zentrumspartei Suomenmaa verurteilten unter anderem den „trumpistischen Druck“, den nicht nur die anonyme Quelle, sondern auch die sozialdemokratische Familienministerin Krista Kiuru während der Corona-Pandemie auf Nohynek und andere Experten ausübte.